# Für Emma und ewig
Für Emma und ewig ist eine deutsche romantische Filmkomödie. Die Produktion basiert auf einem Drehbuch des Autors Doron Wisotzky, der auch Regie führte. Sie wurde erstmals am 21. Februar 2017 bei Sat.1 ausgestrahlt.

## Handlung
Emma, eine Standesbeamtin aus München, ist nach über zehn Jahren Ehe in eine Krise geraten. Sie ist zuhause und im Beruf nicht mehr glücklich. Lustlos verheiratet sie Paare und in ihrer eigenen Ehe mit Thomas kriselt es mächtig, woran auch ihr hyperintelligenter Sohn und der Besuch von Eheberatungen bei der Paartherapeutin Dr. Reitlinger nichts ändern kann. Unverhofft stößt sie beim geplanten Kauf von Ratgebern für die Ehe in einer Buchhandlung auf den Musiker Ben Martin. Vor zwölf Jahren hatten sich ihre Wege getrennt. Ben Martin war damals als Komponist und Sänger des One-Hit-Wonders Ein bisschen für immer berühmt geworden. Beide hatten damals auch miteinander ihren Lieblingshit Hallelujah mit Klavierbegleitung im Duett gesungen und sich ineinander verliebt. Keiner hatte dem anderen damals offen seine Liebe gestanden. Als Ben ihr damals sagen wollte, dass er seinen Hit nur für sie geschrieben hatte, ging Emma bereits ihren eigenen Weg.
Die Jugendliebe zwischen Ben und Emma flammt neu auf, obwohl Emma verheiratet ist und Ben kurz vor der Heirat mit seiner Managerin steht. Emma soll die beiden standesamtlich trauen; während der Trauung flüchtet sie aus dem Trauzimmer. Ben und Emma finden schließlich zusammen.

## Musik
Der Titelsong Ein bisschen für immer des Hauptdarstellers und Sängers Pasquale Aleardi wurde am 10. Februar 2017 veröffentlicht. 

## Kritik
- Die „leichthändig inszeniert[e]“, „poppige Liebelei“, „erfindet das Genre nicht neu, aber seine Figuren sind aus Fleisch und Blut, und die Story ist auch nicht nur Trallala“. – „Locker-amüsanter Gefühlswirrwarr“ – TV Spielfilm[2]